# Stephen Ward
Stephen Robert Ward (Dublín, 20 d'agost de 1985) és un futbolista irlandès que juga amb el Burnley d'Anglaterra.Pot jugar en una àmplia varietat de posicions, des de lateral esquerra, al centre del camp i també com a davanter.